# Arrecife (canción)
«Arrecife» es una canción de rock compuesta por el músico argentino Luis Alberto Spinetta que integra el álbum doble La la la de 1986, realizado en conjunto con Fito Páez, 20º álbum en el que tiene participación decisiva Spinetta y tercero de la carrera de Páez. El álbum fue calificado por la revista Rolling Stone y la cadena MTV como #61 entre los cien mejores discos de la historia del rock nacional argentino.
El tema es interpretado por Spinetta (voz y guitarra eléctrica) y Fito Páez (voz y teclados), sin músicos invitados.

## Contexto
El álbum La la la fue el resultado de la colaboración musical de dos figuras máximas del rock nacional argentino, Luis Alberto Spinetta y Fito Páez. En el momento de la grabación Spinetta tenía 36 años y era una figura consagrada con diecinueve álbumes grabados, en tanto que Páez tenía 23 años y recién comenzaba a ser una estrella con dos álbumes grabados.
La colaboración de dos figuras máximas para sacar un álbum conjunto, como hicieron Spinetta y Páez en 1986, fue un hecho inusual en el rock nacional argentino. Argentina transitaba el tercer año de democracia luego de la caída de la última dictadura. En ese contexto democrático el rock nacional, que había aparecido en los años finales de la década de 1960, se estaba masificando y desarrollaba nuevas sonoridades, a la vez que ingresaba una nueva generación.
La asociación entre Spinetta y Páez canalizó precisamente ese encuentro entre la generación que fundó el rock nacional y la segunda generación marcada por la Guerra de Malvinas (1982) y la recuperación de la democracia (1983).

## El tema
El tema es el 16º track y sexto del Disco 2 (primero del lado B) del álbum doble La la la.
La título y la letra aluden a las realidades complejas, a la relación entre las cosas, a la ambigüedad de esas relaciones y a la complementación de fenómenos de parecen opuestos y excluyentes:

Sólo un cielo que murió
no da ciclones
sin la nieve ni el glaciar
no más luz tropical.
(...)

Cuando la luna no esté no habrá mareas
y si no hay oscuridad las estrellas se irán
sólo en tanto haya un coral habrá arrecife...
"Arrecife" (fragmento)

Spinetta explica en el libro de Eduardo Berti Spinetta: crónica e iluminaciones que la canción se relaciona con sus lecturas de Michel Foucault, que había iniciado el año anterior, en especial de los libros Vigilar y castigar e Historia de la sexualidad: Varios de los temas incluidos en el álbum están inspirados en esas lecturas.

Yo creo que estos tipos (como Foucault) nos enseñan como tener un grado de rebeldía inteligente... Estos escritores lo que provocan es un mecanismo de rebeldía que es como un motor. De lo que creíamos que era verdadero, de lo que nos enseñaron, ahora aprendemos a cuestionarnos todo, a invalidar muchas cosas.
Luis Alberto Spinetta

El tema pone en juego también la idea de complementación de los opuestos, que Spinetta venía trabajando desde la época en que inventó la expresión "Pescado Rabioso" (jugando con la idea de hidrofobia) y que tomaba del pensamiento oriental, a través de lecturas como la del poeta japonés Matsuo Bashō, las nociones de yin y yang, o sus similares de animus y anima elaboradas por Carl Jung.
En Martropía Spinetta se refiere brevemente al significado que le asignaba a los arrecifes en el mismo sentido que en la canción:

...Es algo como el ying y el yang. Me parece que es la forma en que funciona todo. También podemos verlo como formas dicotómicas que propulsan la vida por su antagonismo y no porque pretendan eliminarse o prevalecer una sobre la otra. No hay sístole sin diástole, no hay pulso sin pausa, no hay cresta sin decadencia, como en el universo. (...) Lo más difícil de traducir en música es que los contrastes no se relacionan con un universo repleto de antípodas... Un trabajo sin "arrecifes" es como un cuerpo sin esqueleto. Es la misma diferencia que hay entre una parte nuestra dura y otra líquida o blanda, por ejemplo... Si todo fuera alma o lirismo no habría consistencia, se entrería en un territorio fofo en el cual no se generaría una estructura.
Luis Alberto Spinetta